# Boulevardring

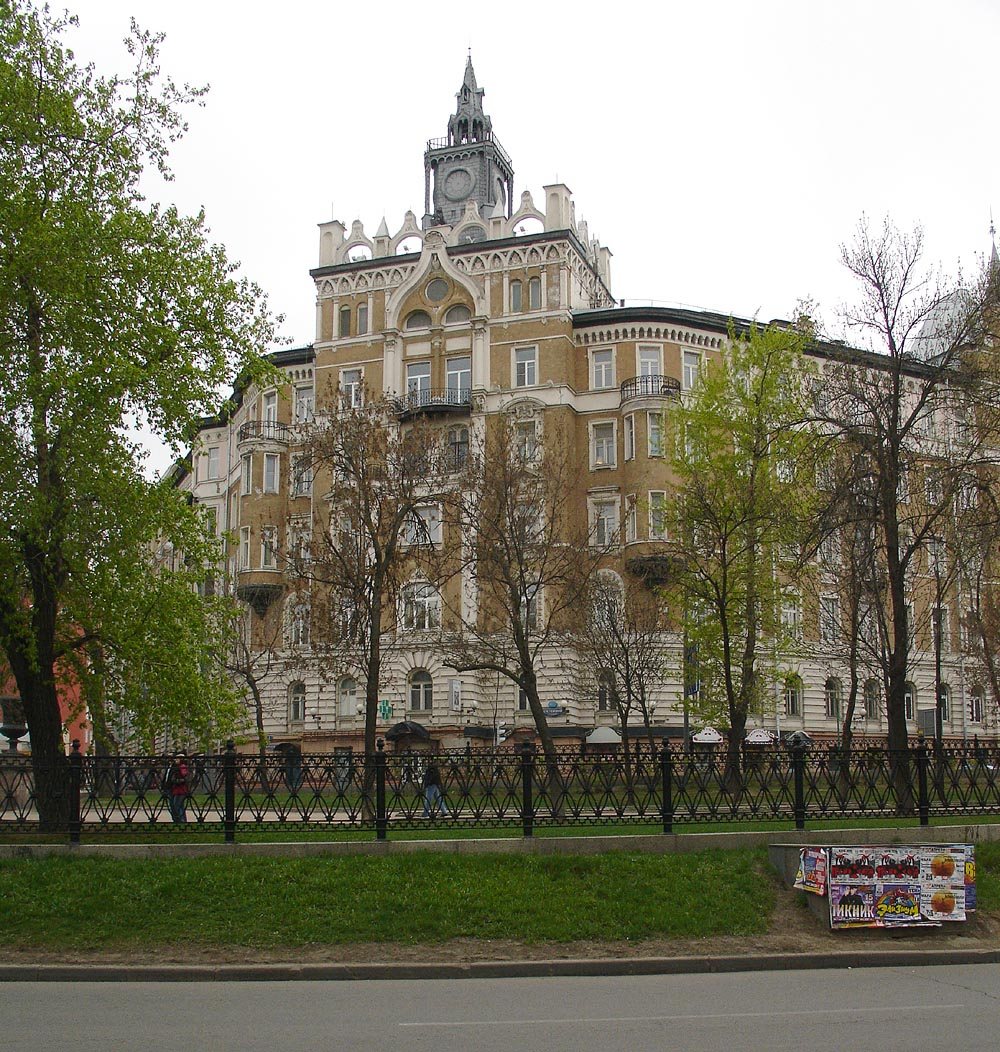
Ein ehemaliges Mietshaus im Jugendstil am Boulevardring

Der Boulevardring (russisch Бульва́рное кольцо́, Bulwarnoje Kolzo) ist eine Sammelbezeichnung für eine ringstraßenähnliche Folge von Boulevards im historischen Zentrum Moskaus. Der Boulevardring besteht aus insgesamt zehn solchen Boulevards und stellt, anders als der Name vermuten lässt, keinen geschlossenen Ring dar, da er an seinen beiden südlichen Enden von der Moskwa begrenzt wird.
Ursprünglich stand an der Stelle des heutigen Boulevardrings die Befestigungsmauer der sogenannten Weißen Stadt, die im 17. und 18. Jahrhundert, in Ergänzung zur Mauer des Kremls und der Siedlung Kitai-Gorod, als die dritte Schutzmauer der Zarenhauptstadt diente. Sie hatte 27 Wachtürme und zehn Ein- und Ausfahrttore, an die bis heute die Namen einiger Plätze, welche die Boulevards voneinander trennen, erinnern. Mit der zunehmenden Ausdehnung der Stadt war diese Mauer nicht mehr benötigt und wurde schließlich in den 1780er-Jahren abgetragen. Entlang ihres ehemaligen Verlaufs wurden ab 1796 Boulevards angelegt, für die unter anderem ähnliche Pariser Prachtstraßen als Vorbild dienten.
Der Boulevardring ist der älteste und kleinste Verkehrsring der russischen Hauptstadt, deren Straßennetz auf einem Grundgerüst aus größeren Ring- und Radialstraßen basiert.